# どさんこ君
どさんこくんは、札幌テレビ放送（STV）の情報番組『どさんこワイド』シリーズ並びに2018年からの同局のマスコットキャラクター。どさんこワイド初期からJR札幌駅南口からの中継に登場している。

## 概要
当初、ホッカイドウ競馬とのコラボレーションで登場したキャラクターだったため、服装は競馬の騎手を思わせる緑色のシャツで、帽子には「ホッカイドウ競馬」のロゴが記載されていた。その後青いオーバーオールにシルクハットの衣装の2代目の衣装となる。
このため、ホッカイドウ競馬にも「どさんこ君」によく似たキャラクター「ホクトくん」が居るが、露出度の違いもあって「どさんこ君」と間違われる事も少なくない。前足が「どさんこ君」が人間のような五本指に対し、「ホクトくん」が馬らしい蹄になっているなどの相違点がある。なお、どさんこ君も初期は蹄の前足となっていた。
名前の通り、道産子馬（北海道和種馬）がモデルだが、顔の形状から牛と、長い耳の形状からロバと間違われることもある。好きなものは子供と温泉。番組が公式に「中に人は入っていない」とコメントしているものの見た目は「着ぐるみ」であり、かつて木村洋二アナウンサーが「体の中に汗をかく」と中の人を示唆したこともある。
『どさんこワイド』のキャラクターとしては1993年10月から登場し、札幌駅前から中継するアナウンサーや気象予報士が変わっても、どさんこ君だけは変わらず登場し続け、今では札幌駅南口が札幌を訪れる観光客や修学旅行生が立ち寄る「有名スポット」となった。中継以外のスタンバイ中でも子供たちに愛嬌を振りまき、記念写真や握手にも応えている。ただし、雨や雪の強い時などにカメラ位置が大丸札幌店入り口付近に変わる事があり、この時はどさんこ君が居ない場合がある。
また数年に1度、体の汚れが気になる頃に1週間ほど番組を休んで「温泉旅行」に出て、休み明けにはピカピカの毛並みにリフレッシュして帰ってくる。過去の不在時にはSTVキャラクターの「ファイビーとファイニー」が代役を勤めていた。余談だが着ぐるみをクリーニングに出すと帰ってくるまで1週間ほどかかると言う。
2018年からは、STV創立60周年を期に番組キャラクターからSTVの局マスコットとなり、キャラクターデザインは丸いスタイルにリニューアルされ、ボディも3代目として新スタイルの形となり、後に子会社のSTVラジオにも登場するようになった。また、2021年から2022年にはミニアニメ「どさんこくんカフェ」も制作されサブキャラクターとしてエゾモモンガ・エゾヒグマ・エゾシカ・エゾタヌキ・キタキツネ、また友達キャラとしてすいカッパ・オコジョが登場している。

## プロフィール
2018年の局キャラクター制定時に設定。
- 誕生日：5月5日
- 性格：やさしくてマイペース、涙もろくて甘えん坊
- 好きなこと：おさんぽ、帽子あつめ、テレビをみること
- 好きな食べ物：にんじん
- チャームポイント：大きな瞳
- 夢：北海道をたくさん旅して、お友だちをたくさん作ること

## キャラクターグッズ
- どさんこ君ぬいぐるみ

高さ約20センチ。初代デザインはかつて市販も行われていたがその後非売品。取材先や中継先となった飲食店などで飾られている事がある。
2018年のSTVマスコットとしての新デザイン化後は「新・どさんこくんぬいぐるみ」として同年10月よりSTVの通販サイト「STVショッピング」で販売、当初はこの他三省堂書店札幌店と「札幌弘栄堂書店」チェーンでも販売された。
- 上記のぬいぐるみのほか新デザイン化後のグッズとしてクリアファイル、クッキー、トートバッグ、フェイスタオル、ボールペン、鉛筆、定規、消しゴム、ピンバッジ、キーホルダー、ミニハンカチ、ステンレスボトルをSTVショッピングサイトにて販売。

## 過去のSTVのキャラクター
- 「スティービー」（1994年 - 1998年）
- 「となりのサッちゃん」（1998年 - 1999年）
- 「スピカちゃん」（2000年 - 2007年）- STVラジオにも登場していた時期あり。
- 「ファイビー&ファイニー」（2008年 - 2017年）

## 他の北海道内民放のキャラクター
- 「もんすけ」（北海道放送）
- 「onちゃん」（北海道テレビ放送）
- 「らっぴぃ」（テレビ北海道）
- 「みちゅバチ」（北海道文化放送）

なお、2023年8月開催の『FIBAバスケットボール・ワールドカップ』が日本テレビ系列とテレビ朝日系列で放送する関係から、開幕当日である8月25日にはonちゃんとのコラボが実現。『どさんこワイド179』『どさんこワイド朝』にonちゃんが、『イチオシ!!』『イチモニ!』にどさんこ君がそれぞれ共演を果たした。